# William Cavendish-Bentinck, 6.º Duque de Portland
William John Arthur Charles James Cavendish-Bentinck, 6.º Duque de Portland KG, GCVO, TD, DL (28 de dezembro de 1857 - 26 de abril de 1943) foi um nobre e político britânico conservador, serviu como mestre do cavalo entre 1886 e 1892 e entre 1895 e 1905. Foi o primeiro leigo chanceler da Ordem da Jarreteira desde 1671. 
Em 11 de junho de 1889, casou com Winifred Dallas-Yorke, com quem teve os seguintes filhos:
- Victoria Alexandrina Violet Cavendish-Bentick (27 de fevereiro de 1890 - 8 de maio de 1994), foi esposa do capitão Michael Erskine-Wemyss, com quem teve dois filhos;
- William Cavendish-Bentick, 7.° Duque de Portland (16 de março de 1893 - 21 de março de 1977), foi casado com Ivy Gordon-Lennox, quem fundou a instituição caridade Harley Gallery and Foundation em Walbeck, em 1977. Deixou duas filhas;
- Francis Morven Dallas Cavendish-Bentick (27 de julho de 1900 - 22 de agosto de 1950), foi tenente do Yeomanry em Nottinghamshire. Não se casou e nem teve filhos.